# Bataille de Tednest
Maroc portugais
La bataille de Tednest était un engagement armé qui a eu lieu en 1514 près de la ville de Tednest dans le sud du Maroc, impliquant les forces portugaises soutenues par des auxiliaires marocains contre les forces marocaines sous le chérif Saadien Abou Abdallah al-Qaim. Les Portugais ont été victorieux et Tednest a été saccagée.

## La bataille
En 1513, la ville côtière marocaine d'Azemmour est capturée par une importante flotte portugaise sous le commandement du duc de Bragance. Toujours cette même année, plusieurs localités autour des rives du fleuve Oum Errabiâ telles que Bencafiz et Tafuf ont été dévastées par les Portugais, qui ont capturé de nombreux prisonniers et butins de guerre, comme du bétail de toutes sortes.
Tednest était la principale localité de la région Ihahan, qui à l'époque comprenait également le gouvernement de Shiedma. En tant que ville fortifiée comptant environ 3 000 habitants, de nombreuses mosquées, de l'artisanat, un quartier juif de 100 maisons et un hôpital pour les pauvres. C'était la résidence du chérif saadien Mohammed ibn Ahmed et de ses deux fils, qui avaient construit un palais dans la ville. Il représentait une menace pour les Portugais présents à Azemmour et Safi à 22 lieues ou à environ 122 kilomètres, d'où le gouverneur portugais de Safi, Nuno Fernandes de Ataíde, a cherché à le neutraliser.
Pour l'attaque projetée, il a rassemblé 100 à 400 cavaliers portugais et a été soutenu par Yahya Ben Tafuft avec une force auxiliaire comptant 3 000 cavaliers musulmans et 700 à 800 fantassins Arabes.

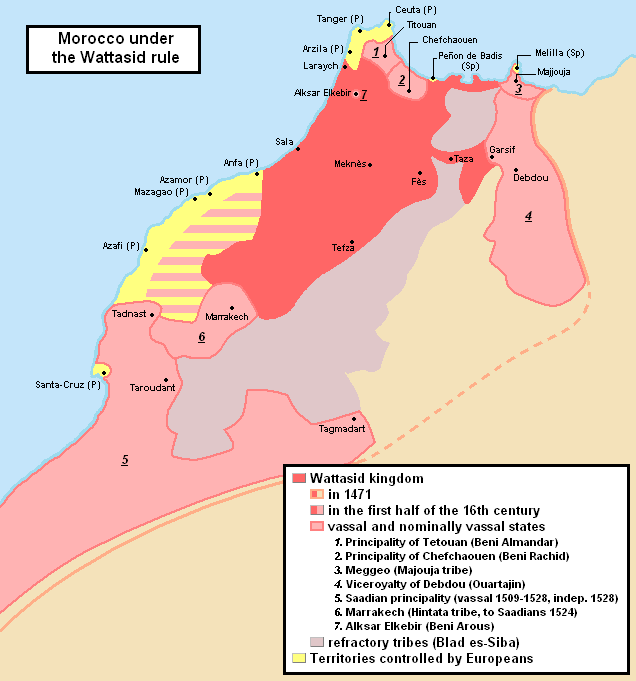
Le Maroc dans la première moitié du XVIe siècle.

Conscient de leur approche, le chérif Abu Abdallah al-Qaim sortit avec 4 000 cavaliers et rencontra Ataíde et Ben Tafuft à huit lieues de Safi, mais il fut mis en déroute, Yahya Ben Tafuft ayant pris l'avant-garde et l'initiative contre lui.

## Conséquences
Après la bataille, les habitants de Tadnest abandonnèrent la ville et s'enfuirent dans les montagnes, marchant de là vers Marrakech, laissant derrière eux un vaste butin qui fut capturé par Ataíde et Ben Tafuft. Le gouverneur portugais d'Azemmour Dom João de Meneses est alors arrivé avec 720 cavaliers et 1 000 fantassins pour soutenir Ataíde. La ville et ses murs ont été rasés et Ataíde a négocié un traité avec les habitants restés sur place.
Tednest était la plus importante de toutes les petites villes marocaines, et bien que la localité ait été reconstruite en 1516, elle a complètement disparu des archives historiques pendant les siècles suivants après l'attaque portugaise. Elle a ensuite été reconstruite et repeuplée par des juifs.